# UFC on ABC: Vettori vs. Holland
UFC on ABC: Vettori vs. Holland (también conocido como UFC on ABC 2 y UFC Vegas 23) fue un evento de artes marciales mixtas producido por Ultimate Fighting Championship que tuvo lugar el 10 de abril de 2021 en las instalaciones del UFC Apex en Enterprise, Nevada, parte del área metropolitana de Las Vegas, Estados Unidos.

## Antecedentes
Este fue el primer evento que contó con Venum como nuevo socio de uniformes oficiales de la UFC. La promoción había estado previamente asociada con Reebok desde 2014, antes de firmar un acuerdo con Venum en julio de 2020 que se haría efectivo en abril de 2021.
Se esperaba que el combate de Peso Medio entre el ex aspirante al Campeonato de Peso Wélter de la UFC, Darren Till, y Marvin Vettori fuera el plato fuerte del evento. Sin embargo, Till se retiró del combate el 30 de marzo debido a una fractura de clavícula. El 1 de abril se anunció que Kevin Holland intervendría con 9 días de antelación para enfrentarse a Vettori. Al hacer su segunda aparición en un evento principal en tres semanas, Holland empató el récord de menor tiempo entre dos eventos principales.
En el evento se esperaba un combate de Peso Medio entre Zak Cummings y Sam Alvey. Sin embargo, Cummings se retiró del combate el 11 de marzo por razones no reveladas y fue sustituido por Julián Márquez.
En la parte preliminar de la tarjeta se programó un combate de Peso Semipesado entre Shamil Gamzatov y Da Un Jung. Sin embargo, Gamzatov fue retirado del combate el 24 de marzo por supuestos problemas de visa y sustituido por William Knight.
Se esperaba que Bea Malecki se enfrentara a Norma Dumont Viana en un combate de Peso Gallo Femenino en este evento. Sin embargo, Malecki se retiró una semana antes del concurso por razones no reveladas y fue sustituida por la recién llegada a la promoción Erin Blanchfield.
En el evento se esperaba un combate de Peso Medio entre Kyle Daukaus y Aliaskhab Khizriev. Sin embargo, el combate fue retirado de la cartelera el 7 de abril debido a los protocolos del COVID-19. Ahora se espera que se reprograme para una fecha posterior.
En el pesaje, Ignacio Bahamondes y Dumont Viana no alcanzaron el peso para sus respectivos combates. Bahamondes pesó 156.75 libras, tres cuartos de libra por encima del límite de los pesos ligeros sin título. Su combate se celebró con un Peso Capturado y se le impuso una multa del 20% de su bolsa individual, que fue a parar a manos de su oponente John Makdessi. Dumont Viana pesó 139.5 libras, tres libras y media por encima del límite de peso gallo femenino para peleas sin título. Su combate con Blanchfield fue cancelado por la Comisión Atlética del Estado de Nevada.

## Premios de bonificación
Los siguientes luchadores recibieron bonificaciones de $50000 dólares.
- Pelea de la Noche: Julian Marquez vs. Sam Alvey
- Actuación de la Noche: Mackenzie Dern y Mateusz Gamrot